# Włodzimierz Meissner
Włodzimierz Meissner (ur. 2 października 1962 w Gdańsku) – polski ornitolog i ekolog, profesor doktor habilitowany nauk biologicznych, profesor Wydziału Biologii Uniwersytetu Gdańskiego.

## Życiorys
Absolwent Uniwersytetu Gdańskiego (1986). W 1993 obronił rozprawę doktorską Zapasy tłuszczowe u biegusów zmiennych (Calidris alpina) podczas jesiennej wędrówki w rejonie Zatoki Gdańskiej. 14 grudnia 2001 habilitował się na podstawie pracy zatytułowanej Strategie wędrówkowe siewkowców (Charadrii) migrujących przez rejon południowego Bałtyku. 7 października 2010 otrzymał tytuł profesora w zakresie nauk biologicznych.
Pełnił funkcję kierownika Katedry Ekologii i Zoologii Kręgowców, a także kierownika Pracowni Ekofizjologii Ptaków (Avian Ecophysiology Unit) oraz Pracowni Ornitologii (Ornithology Unit) na Wydziale Biologii Uniwersytetu Gdańskiego. Był dziekanem Wydziału Biologii UG.
Jeden z założycieli Ogólnopolskiego Towarzystwa Ochrony Ptaków. Współzałożyciel i pierwszy prezes Grupy Badawczej Ptaków Wodnych „KULING”, zarejestrowanej jako stowarzyszenie w 1996 (pełnił funkcję prezesa do 2005). Współautor książki Bird Ringing Station Manual, napisanej wraz z Przemysławem Busse (2015, ISBN 83-7656-053-0).